# S/2000 (1998 WW31) 1
S/2000 (1998 WW31) 1 — спутник транснептунового объекта 1998 WW31. Он был открыт в апреле 2001 года по космическим снимкам, сделанным 21 и 22 декабря 2000 года. Другие снимки, полученные ранее другими наблюдателями, были использованы для подтверждения бинарности объекта и помогли вычислить орбиту спутника. Это был первый обнаруженный двойной объект пояса Койпера.